# Ernanodontidae
De Ernanodontidae zijn een familie van uitgestorven schubdierachtigen uit de Palaeanodonta die tijdens het Laat-Paleoceen tot Vroeg-Eoceen in oostelijk Azië leefden.
De familie bestaat uit de twee geslachten Asiabradypus en Ernanodon.